# SIGMA 40 XP
 (novembre 2016).
SIGMA 40XP (eXtended Performance) est une centrale inertielle de navigation à gyrolaser conçue et fabriquée par Safran Electronics & Defense pour tous types de sous-marins.

## Principe
Indispensables à la navigation, les centrales inertielles déterminent l'orientation, la vitesse et la position d'un mobile, qu'il soit de type terrestre, marin, aérien ou spatial et ce sans le GPS ou autre système de positionnement par satellites.
SIGMA 40XP comporte ainsi trois gyromètres et trois accéléromètres.
Ces six capteurs permettent d'intégrer en temps réel :
- les angles d'attitude (roulis, tangage)
- le cap
- la vitesse angulaire
- la vitesse et les accélérations verticales/horizontales
- la position (latitude, longitude, profondeur)

## Description
Capable d’opérer dans un environnement magnétique particulièrement sévère sans altération de ses performances, SIGMA 40XP est actuellement le système de navigation inertielle le plus compact et le plus intégré au monde à ce niveau de performance[réf. nécessaire].  
Elle est couplée à la gamme des calculateurs de navigation Octopus, réputés tant pour leur flexibilité que pour leur simplicité d’utilisation. La centrale de navigation couvre l'ensemble des fonctions de navigation marine les plus exigeantes. 
Basée sur une technologie Gyrolaser (RLG - Ring Laser Gyroscope) brevetée Safran Electronics & Defense, cette centrale inertielle offre une gamme de précision allant de 1 N m/8 h* à 1 N m/24 h (décalage inférieur à 1 mile nautique toutes les 8 ou 24 heures) sans être affectée, ni par les variations de températures, vibrations et chocs propres à un combat, ni par les conditions maritimes sévères. Elle améliore ainsi considérablement l'endurance des sous-marins en immersion et s'adapte à tous types de submersibles (classiques, nucléaires et/ou lanceurs d'engins). Des versions plus performantes peuvent équiper les navires français mais ces dernières ne sont pas disponibles à l'exportation.
Comme toute centrale inertielle performante, la SIGMA 40XP démultiplie également l'efficacité des effecteurs comme des moyens d'autodéfense du bâtiment ainsi que la précision des armements tels que les missiles initialisés par les informations fournies par la centrale inertielle. Elle est l’une des rares centrales de navigation navale à répondre à la norme MIL-S 901 D1 relative à la résistance aux chocs.
- Marge d'erreur de position inférieure à 1 mile nautique passées 8 h de navigation sans recalage GPS.

## Caractéristiques
- Dimensions : 285 × 225 × 410 mm
- Poids : 24 kg (unité de navigation inertielle seule)
- Consommation électrique : < 40 W (24 VDC)
- Environnement : standards de la marine militaire
- Temps moyen entre pannes : supérieur à 56 000 heures
- Interfaces numériques : Ethernet & jusqu'à huit RS-422

## Applications
La centrale de navigation inertielle à technologie gyrolaser SIGMA 40XP équipe les sous-marins :

### Sous-marins nucléaires d'attaque (SNA)

#### ClasseRubis
- Rubis
- Saphir
- Casabianca
- Emeraude
- Améthyste
- Perle

#### ClasseSuffren
- Suffren
- Duguay-Trouin
- Tourville
- De Grasse
- Casabianca
- Rubis